# Orla (India)
Orla è una suddivisione dell'India, classificata come census town, di 5.871 abitanti, situata nel distretto di Hazaribag, nello stato federato del Jharkhand. In base al numero di abitanti la città rientra nella classe V (da 5.000 a 9.999 persone).

## Geografia fisica
La città è situata a 23° 43' 27 N e 85° 28' 55 E.

## Società

### Evoluzione demografica
Al censimento del 2001 la popolazione di Orla assommava a 5.871 persone, delle quali 3.200 maschi e 2.671 femmine. I bambini di età inferiore o uguale ai sei anni assommavano a 762, dei quali 401 maschi e 361 femmine. Infine, coloro che erano in grado di saper almeno leggere e scrivere erano 3.456, dei quali 2.208 maschi e 1.248 femmine.